# Flykten till framtiden

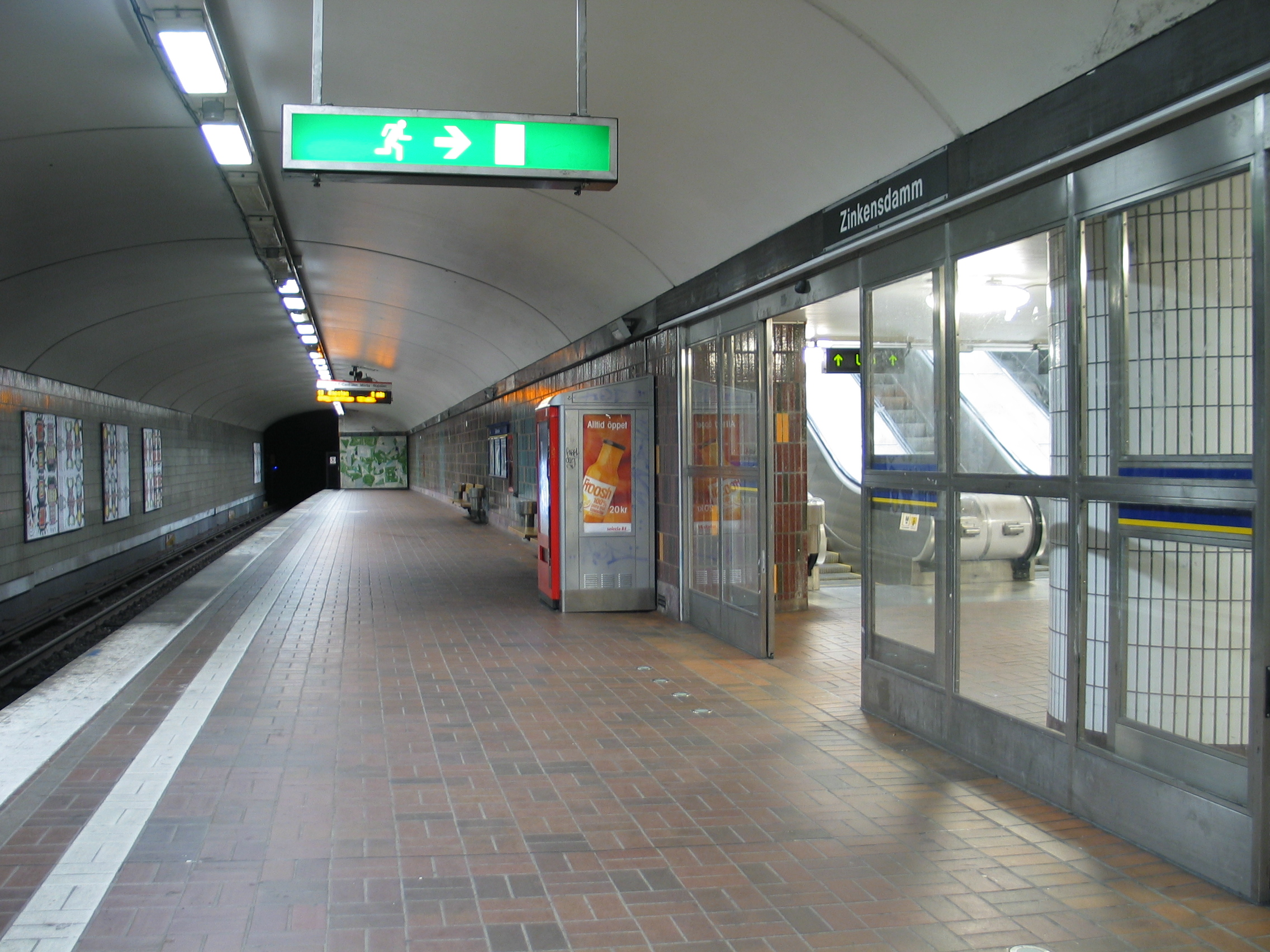
Perrongen på Zinkensdamms tunnelbanestation där en av filmens scener utspelas.

Flykten till framtiden är en svensk långfilm från 2016 regisserad av Jaana Fomin och Ulf Malmros. Filmen var nominerad till fem guldbaggar 2017 och vann en för bästa scenografi.

## Handling
Året är 1973. Svante är 22 år och har ett hjärta som inte går att laga. Hans kompis Bengan arbetar i en skivaffär nära hans lägenhet. När han bryter ihop och svimmar på en tunnelbanestation en kväll rullar ett t-banetåg in från framtiden. Svante kliver på och det visar sig att destinationen är framtiden (2016), alltså vår nutid. I framtiden träffar han Elsa som bor i hans lägenhet som han börjar umgås med. De försöker tillsammans hitta pengar till en operation av hans hjärta men tiden är knapp.

## Inspelning
Filmens tre olika inspelningsplatser var Trollhättan, Vänersborg och Stockholm. Tunnelbanestationen som syns i delar av filmen är Zinkensdamms tunnelbanestation.
Under inspelningen användes flera typer av tunnelbanevagnar. Det nya tåget bestod av ett gäng C20-vagnar (byggda mellan 1997-2004) som då (2016) trafikerade den röda linjen i vanlig ordning. Det äldre tåget framställdes utvändigt av gröna C13-vagnar (från 1980-talet) medan interiören spelades in i C2-vagn 2417 (från 1960) som ägs av Spårvägsmuseet.

## Rollista
| Bengan | – Henrik Dorsin    |
| Svante | – Elias Palin      |
| Elsa   | – Victoria Dyrstad |
| farsan | – Johan Ulveson    |
| morsan | – Ia Langhammer    |
| Ulla   | – Malin Persson    |